# Résistance (film, 2015)
Pour les articles homonymes, voir Résistance.
Pour plus de détails, voir Fiche technique et Distribution.
Résistance (russe : Битва за Севастополь, Bitva za Sevastopol ; ukrainien : Незламна, Nezlamna) est un film de guerre russo-ukrainien sorti en 2015, réalisé par Sergueï Mokritski. Le film retrace le parcours de Lioudmila Pavlitchenko, tireuse d'élite soviétique qui se distingua notamment lors de la bataille de Sébastopol. L'un des scénaristes du film, Leonid Korin, est mort lors de la prise d'assaut de Bakhmut.

## Synopsis
En 1941, Hitler lance ses troupes contre Sébastopol, ville russe de Crimée, dont le port représente un intérêt stratégique de grande importance. Le long siège de la ville est marqué par des bombardements de l'artillerie lourde allemande extrêmement intenses. Sous ce déluge de feu, une jeune femme russe, Lioudmila Pavlitchenko, va se révéler une tireuse d’élite hors du commun. Son talent est tel que l'armée allemande reconnaît en elle une menace à éliminer à tout prix.

## Fiche technique
- Titre français : Résistance
- Titre original russe : Битва за Севастополь, Bitva za Sevastopol (litt. « La bataille pour Sébastopol »)
- Titre ukrainien : Незламна, Nezlamna (litt. « Incassable »)
- Réalisation : Sergueï Mokritski
- Scénario : Maxime Boudarine
- Musique : Evgueni Galperine
- Production : Natalia Mokritskaïa (ru)
- Budget : 5 000 000 $
- Durée : 110 minutes
- Dates de sortie :
  - Russie : 12 avril 2015
  - Ukraine : 12 avril 2015
  - France : 12 novembre 2015 (Festival du film russe de Paris)
- Lieux de tournage : 
  - Sébastopol
  - Kiev
  - Odessa
  - Kamianets-Podilskyï

## Distribution
- Ioulia Peressild : Lioudmila Pavlitchenko
- Ievgueni Tsyganov : Leonid Kitsenko
- Joan Blackham : Eleanor Roosevelt
- Anatoli Kot : Nikolaï
- Oleg Vassilkov : Makarov
- Nikita Tarassov : Boris Tchopak
- Stanislav Boklan : le père de Lioudmila

## Production

### Genèse et développement
Le personnage central du film, Lioudmila Pavlitchenko, a réellement existé. Cette femme, tireuse d'élite, est devenue une héroïne très connue des Soviétiques pendant la Seconde Guerre mondiale. Elle a tué au combat 309 ennemis. Après avoir été blessée, elle a œuvré dans la sphère diplomatique et devient le premier citoyen soviétique invité à la Maison-Blanche, où elle rencontre le président Franklin Roosevelt en septembre 1942. Eleanor Roosevelt l'invite à réaliser une tournée à travers les États-Unis pour raconter son expérience, afin d'encourager les Américains à l'effort de guerre.

### Musique
La chanson du film est une reprise par la chanteuse Polina Gagarina de la chanson Le Coucou (Кукушка) du groupe de rock russe Kino.

## Distinctions

### Récompenses
- Aigles d'or 2016 : meilleure actrice pour Ioulia Peressild et meilleure photographie

### Nominations
- Nika 2016 : meilleur film et meilleure actrice

### Sélections
- Kinotavr 2015 : sélection hors compétition
- Festival du cinéma russe à Honfleur 2015 : sélection en section Panorama